# Natalia Lupu
Natalia Lupu (Ucrania, 4 de noviembre de 1987) es una atleta ucraniana especializada en la prueba de 800 m, en la que consiguió ser subcampeona mundial en pista cubierta en 2012.

## Carrera deportiva
En el Campeonato Mundial de Atletismo en Pista Cubierta de 2012 ganó la medalla de plata en los 800 metros, llegando a meta en un tiempo de 1:59.67 segundos que fue su mejor marca personal, tras la keniana Pamela Jelimo y por delante de la estadounidense Erica Moore (bronce).